# Lithophile
 (novembre 2022).
En géochimie, un élément lithophile, ou simplement un lithophile est un élément chimique qui se rencontre fréquemment en association avec des oxydes minéraux en raison d'une affinité particulière pour l'oxygène, d'où leur abondance naturelle élevée parmi les silicates, et la justification de leur nom de lithophile (littéralement : « ayant une affinité pour les pierres »). Il s'agit essentiellement d'éléments réactifs du bloc s et du bloc f du tableau périodique, ainsi que quelques non-métaux réactifs et certains métaux de transition de la moitié gauche du bloc d.
La plupart des lithophiles forment des ions très stables ayant une configuration électronique de gaz rare, au besoin avec des électrons supplémentaires de la sous-couche f. Les éléments qui font exception, tels que le bore, le silicium et le phosphore, forment des liaisons covalentes avec l'oxygène, souvent au moyen de liaisons π ; le phosphore est ainsi lithophile en présence d'oxygène, mais sidérophile en milieu réducteur.
Les lithophiles non-métalliques — halogènes et phosphore — sont présents sur Terre sous forme de sels ioniques de métaux alcalins et alcalino-terreux dans les pegmatites l'eau de mer. Ces éléments sont moins abondants dans la masse terrestre que dans le système solaire, car ils tendent à former des hydrures volatils — à l'exception du fluor, qui forme des ponts hydrogène et a donc une volatilité réduite ; leur abondance naturelle dans l'écorce terrestre est en revanche comparable à celle du système solaire, car ils y sont enrichis par rapport au reste de la planète. Les autres éléments lithophiles ont même une abondance supérieure dans l'écorce terrestre à celle du système solaire en raison de leur affinité pour l'oxygène. C'est tout particulièrement le cas du rubidium, du strontium et du baryum, qui représentent à eux seuls plus de la moitié de la masse de tous les éléments de numéro atomique supérieur à celui du fer dans l'écorce terrestre.
D'autres métaux de transition présentent des affinités à la fois lithophiles et sidérophiles, notamment le chrome, le manganèse, le fer et le molybdène, dont l'abondance naturelle est sensiblement réduite dans l'écorce terrestre par rapport à celle du système solaire ; on soupçonne leur abondance élevée dans le noyau de la Terre, ce qui s'expliquerait par le fait que l'atmosphère terrestre ne s'est enrichie en oxygène qu'après la formation de la Terre, sous l'effet de la photosynthèse chlorophyllienne.
Leur affinité pour l'oxygène a tenu les éléments lithophiles à distance de la technologie humaine jusqu'à l'avènement de l'électrolyse, qui a permis de les extraire de leurs minerais. Grâce à cette innovation, de nombreux métaux lithophiles sont devenus indispensables comme agents réducteurs (le sodium, le magnésium, le calcium) ou comme métaux structurels (le magnésium, l'aluminium, le titane, le vanadium). Néanmoins, leur extraction demandant beaucoup d'énergie, leurs filières industrielles devraient s'adapter à toute conjoncture d'énergie chère.